# Arznei-Zirmet
Der Arznei-Zirmet (Tordylium officinale L.) ist eine Pflanzenart aus der Gattung Zirmet (Tordylium L.) innerhalb der Familie der Doldenblütler (Apiaceae).

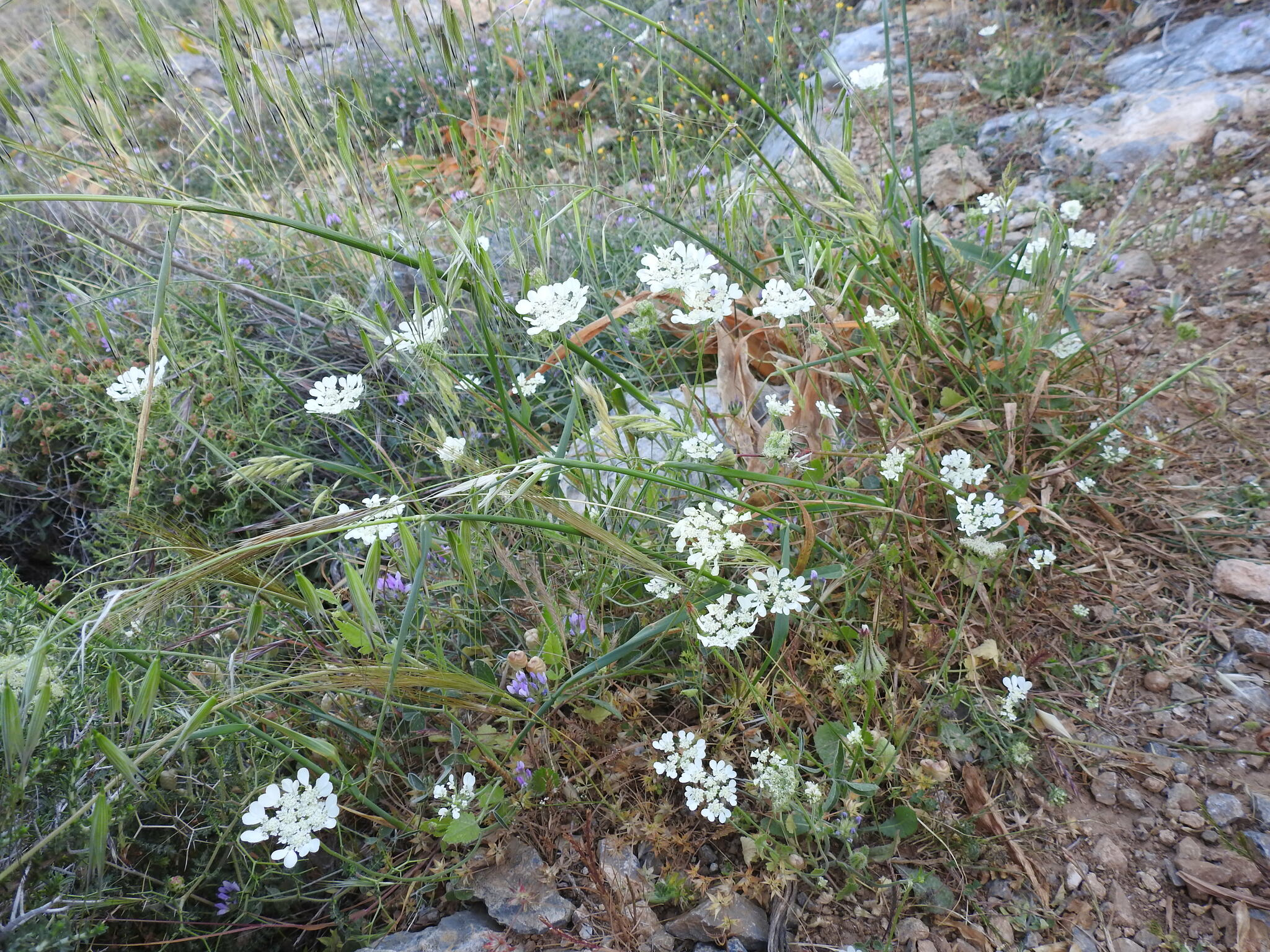
Arznei-Zirmet

## Beschreibung

### Vegetative Merkmale
Der Arznei-Zirmet ist eine krautige Pflanze, die Wuchshöhen von 20 bis 60 Zentimeter erreicht. Die rippigen Stängel sind behaart bis schuppig. Die grundständigen Laubblätter sind einfach oder mit 2 bis 3 Fiederpaaren einfach gefiedert. Die Fiederblättchen sind eiförmig. Ihr Rand ist gekerbt. Die weiter oben stehenden Stängelblätter sind normalerweise dreilappig, wobei das endständige Segment lanzettlich oder linealisch ist. Der Blattrand ist grob gesägt. Alle Laubblätter besitzen weiche, anliegende Haare.

### Generative Merkmale
Die Blütezeit reicht von März bis Mai. Der doppeldoldige Blütenstand besitzt einen Durchmesser von 30 bis 50 Millimeter. Die 10 bis 25 Doldenstrahlen besitzen eine sehr ungleiche Länge und sind 3 bis 30 Millimeter lang. Es sind 10 bis 16 schmale Hüllblätter und 5 bis 7 schmale, ungleiche Hüllchenblätter mit einer Länge von 3 bis 13 Millimeter vorhanden. Die fünfzähligen Blüten sind zwittrig oder männlich mit einfacher Blütenhülle, die Kelchblätter fehlen. Die Kronblätter sind weiß, wobei die einen, vergrößerten außen stehenden Kronblätter der Randblüten 5 bis 10 Millimeter lang, ungleich zweilappig und kahl sind. 
Die flachen, eiförmigen Teilfrüchte sind 2,5 bis 3,5 Millimeter lang und besitzen verdickte, gekerbte Ränder. Die Oberfläche der Teilfrüchte ist mit blasenförmigen Haaren bedeckt. Es sind Ölzellen vorhanden.

## Vorkommen
Der Arznei-Zirmet kommt in Italien und auf der Balkanhalbinsel vor. Nach einer Quelle kommt die Art auch in der Türkei und in Spanien vor.